# Kościół Chrystusa Króla w Poniecu
Kościół Chrystusa Króla w Poniecu – rzymskokatolicki kościół filialny należący do parafii Narodzenia Najświętszej Maryi Panny w Poniecu (dekanat krobski archidiecezji poznańskiej).
Jest to świątynia zbudowana w 1864 roku w stylu neogotyckim jako zbór ewangelicki dla licznie zamieszkałej w tym czasie w Poniecu ludności niemieckiej. Przed jej wybudowaniem ewangelicy uczęszczali na nabożeństwa do małego kościoła w pobliskiej wsi Waszkowo. Budowla składa się z dwóch naw: większej (gdzie są umieszczone ławki dla wiernych) oraz mniejszej – ołtarzowej. Kościół charakteryzuje się także wysoką, murowaną wieżą z dzwonnicą umieszczoną od frontu budowli. Świątynia nie posiada jednak dzwonów – dzwony będące na wieży zostały przeniesione po II wojnie światowej do kościoła farnego na miejsce zrabowanych przez hitlerowców. W czasie zaboru pruskiego budowla nosiła wezwanie Świętych Piotra i Pawła, dopiero po przejęciu świątyni przez katolików w 1945 roku otrzymała obecnego patrona.